# Mollans-sur-Ouvèze
Mollans-sur-Ouvèze è un comune francese di 1 069 abitanti situato nel dipartimento della Drôme della regione dell'Alvernia-Rodano-Alpi.

## Società

### Evoluzione demografica
Abitanti censiti